# Nina Di Majo
Nina Di Majo (née le 20 août 1975 à Naples) est une actrice et réalisatrice italienne.

## Filmographie
- 1997 : Era una notte buia e tempestosa
- 1997 : Spalle al muro
- 1998 : Corti stellari 2 (segment Spalle al muro)
- 1999 : Autunno (it)
- 2002 : L'inverno
- 2010 : Matrimoni e altri disastri